# Indohya damocles
Indohya damocles är en spindeldjursart som beskrevs av Harvey och Volschenk 2007. Indohya damocles ingår i släktet Indohya och familjen Hyidae. Inga underarter finns listade i Catalogue of Life.